# 29e brigade ferroviaire
Pour les articles homonymes, voir 29e brigade.
La 29e brigade ferroviaire (en russe : 29-я железнодорожная бригада, abrégé en russe : 29 ождбр), de son nom complet la 29e brigade ferroviaire Varshavskaïa des ordres de l'Étoile rouge et de Koutouzov (en russe : 29-я железнодорожная Варшавская орденов Кутузова и Красной Звезды бригада) est une brigade de logistique militaire des troupes ferroviaires russes, branche du soutien logistique des forces armées (n° d'unité 33149).
L'unité, subordonnée au district militaire ouest, est stationnée depuis 2012 dans le village de Krasny Bor (ru), dans l'oblast de Smolensk.

## Historique
La 29e brigade ferroviaire mixte est créée le 24 février 1941 dans le district militaire transcaucasien et est initialement stationnée dans la ville de Tbilissi. En mars-avril 1941, la brigade est transférée dans le district militaire de Kiev pour effectuer des travaux visant à augmenter la capacité de la ligne ferroviaire Vapniarka - Iampil du réseau ferré d'Odessa.
L'unité participe à la Grande Guerre patriotique. Au cours des premiers mois de la guerre, la brigade combat sur le front du Sud. Ses soldats et officiers ont apporté une grande contribution à la construction et à la restauration des chemins de fer pendant la guerre. Tout au long du conflit, les combattants de la brigade ont réussi à restaurer 8 600 kilomètres de voies ferrées, 13 kilomètres de ponts et 29 200 kilomètres de câbles de lignes de communication et des centaines d'autres installations ferroviaires. Plus de 4 000 membres du commandement et de la base de la brigade ont reçu des récompenses d'État, deux soldats ont reçu le titre de Héros du travail socialiste — le capitaine Grigori Petrovitch Moisseïenko et le sergent Mikhaïl Nikolaïevitch Degtiarev.
Dans les années d’après-guerre, le personnel militaire a restauré plus de 8 000 kilomètres de voies ferrées et d’infrastructures.
Dans les années 1980, la 29e brigade ferroviaire est stationnée dans la ville de Tcherniakhovsk et fait partie du 2e corps ferroviaire. La brigade comprend des unités militaires situées dans les villes de Tcherniakhovsk — le 102e bataillon ferroviaire (unité militaire 61332) — Goussev, Sovetsk, Lentvaris, Poneriai.
En septembre 2012, la brigade est redéployée dans le village de Krasny Bor (ru), dans l'oblast de Smolensk.
Le 6 octobre 2017, les militaires de la brigade érigent un monument à la gloire de Viktor Petrovitch Mirochnichenko (ru), l'unique soldat des troupes ferroviaires promu héros de l'Union soviétique pendant la Seconde Guerre mondiale. L'édifice est situé dans le village de Charovitchi, dans le district de Rognedinsky.
Depuis 2022, la brigade participe à l'invasion russe de l'Ukraine.

## Missions
Ses tâches principales consistent à restaurer les infrastructures de transport, à poser de nouvelles voies ferrées et à protéger les structures contre les groupes de sabotage et de reconnaissance ennemis. L'unité est également spécialisée dans la préparation de pontons, la construction de ponts ferroviaires flottants ou sur chevalets, le déploiement de stations mobiles, la réalisation de travaux de construction à l'aide d'équipements d'ingénierie lourds, comme les trains de pose de voies, les bulldozers, les excavatrices ou les camions-grues,. La brigade comprend des bataillons de ponts flottants et de chenilles.